# نيوتن إدوارد ميلر
نيوتن إدوارد ميلر (بالإنجليزية: Newton Edward Miller)‏ هو سياسي أمريكي، ولد في 1 مارس 1919، وتوفي في 13 ديسمبر 2012. انتخب عضو جمعية نيوجيرسي العامة.